# Ytter-Neningen
Ytter-Neningen är en sjö i Strömsunds kommun i Jämtland och ingår i Indalsälvens huvudavrinningsområde. Sjön har en area på 0,213 kvadratkilometer och ligger 302,1 meter över havet. Sjön avvattnas av vattendraget Neningsbäcken.

## Delavrinningsområde
Ytter-Neningen ingår i det delavrinningsområde (704760-148642) som SMHI kallar för Utloppet av Ytter-Neningen. Medelhöjden är 325 meter över havet och ytan är 8,23 kvadratkilometer. Räknas de 3 avrinningsområdena uppströms in blir den ackumulerade arean 33,14 kvadratkilometer. Neningsbäcken som avvattnar avrinningsområdet har biflödesordning 4, vilket innebär att vattnet flödar genom totalt 4 vattendrag innan det når havet efter 195 kilometer. Avrinningsområdet består mestadels av skog (84 procent). Avrinningsområdet har 0,21 kvadratkilometer vattenytor vilket ger det en sjöprocent på 2,6 procent.